# Thorvald Otterstrom
Thorvald Otterstrom (eigentlich Otterstrøm, * 17. Juli 1868 in Kopenhagen; † 16. August 1942 in Chicago) war ein US-amerikanischer Komponist dänischer Herkunft.
Otterstrom war in Sankt Petersburg Schüler der Pianistin Sophie Menter. Von 1892 bis zu seinem Tode lebte er als Komponist und Klavierlehrer in Chicago. Neben Kanon, Choral und Fuge für Orchester, Chor- und Klavierliedern komponierte er zahlreiche Klavierstücke, darunter 24 Präludien und Fugen, sieben Konzertstudien und Kanon und Fuge auf ein Thema von Edvard Grieg.

## Quelle
- Alfred Baumgartner: Propyläen Welt der Musik: die Komponisten. Band 4, Berlin, Frankfurt 1989, ISBN 354907834X, S. 214